# Bhawani Mandi
Bhawani Mandi è una suddivisione dell'India, classificata come municipality, di 35.682 abitanti, situata nel distretto di Jhalawar, nello stato federato del Rajasthan. In base al numero di abitanti la città rientra nella classe III (da 20.000 a 49.999 persone).

## Geografia fisica
La città è situata a 24° 24' 50 N e 75° 49' 13 E.

## Società

### Evoluzione demografica
Al censimento del 2001 la popolazione di Bhawani Mandi assommava a 35.682 persone, delle quali 18.921 maschi e 16.761 femmine. I bambini di età inferiore o uguale ai sei anni assommavano a 4.900, dei quali 2.590 maschi e 2.310 femmine. Infine, coloro che erano in grado di saper almeno leggere e scrivere erano 24.615, dei quali 14.849 maschi e 9.766 femmine.